# Arnaud Nouvel
Arnaud kardinál Nouvel († 14. srpna 1317 Avignon) byl francouzský římskokatolický duchovní, člen cisterciáckého řádu a kardinál-kněz. Byl strýcem pozdějšího papeže Benedikta XII.

## Život
Pocházel ze Saverdunu. Stal se profesorem na univerzitě v Toulouse, ale později vstoupil do cisterciáckého řádu. Později se stal opatem kláštera Fontfroide, a byl jím až do roku 1310. V letech 1307-1316 byl vicekancléřem Svatého stolce. Roku 1307 se podílel na vyšetřování biskupa Bernarda de Castanet, obviněného ze zneužívání inkvizičních soudních řízení. Byl blízkým přítelem a spolupracovníkem papeže Klementa V., který jej v roce 1310 jmenoval kardinálem. Účastnil se konkláve v roce 1316. Zemřel v srpnu roku 1317 v Avignonu a byl pohřben v klášteře Fontfroide.